# Hálaadás-nap (South Park)
A Hálaadás-nap (eredetileg angolul Helen Keller! The Musical) a South Park című rajzfilmsorozat 61. része (a 4. évad 13. epizódja). Elsőként 2000. november 22-én sugározták az Egyesült Államokban.

## Cselekmény
|  | Alább a cselekmény részletei következnek! |

A harmadikosok készülődnek a hálaadásnapi darabjukra, amikor betoppan Butters és közli a rémisztő hírt: az óvodások műsora lehengerlően jó. Emiatt elhatározzák, hogy a Helen Keller darabnak (egy vak és siket nő drámája) ütősebbnek kell lennie és beszereznek egy trükköket előadó pulykát. A vágóhídon Timmy rátalál és kiválasztja a leggyengébb GYP-s pulykát: Turbékot. Miután Kyle és Timmy visszatérnek, a többiek elégedetlenek, emiatt a helyi bukott színész felajánlja, hogy beszervez egy másik profi előadóművész pulykát, Aliniciát. Mivel Alinicia nem hajlandó más pulykával együtt fellépni, ennek menedzsere ráveszi Timmyt, hogy eressze szabadon Turbékot. Turbék szerencsésen megmenekül a pulykamészárlástól, amikor is nyomára akad Jimbo vadászcsapata. Amikor a menedzser turpisságára fény derül, Timmy Turbék keresésére indul és saját testével menti meg a vadászcsoport (Jimbo) általi lelövéstől. Ezen vadászok vesznek részt azután a másik pulyka elleni bosszúmerényletben, de az időközben musicallé avanzsált darabot Turbék megmenti a bukástól. A sikeres fellépés után az óvodások rövid hálaadási etűdje következik, amely totál szívás és a harmadikosok nem értik, minek is strapálták magukat Butters félrebeszélései miatt.
|  | Itt a vége a cselekmény részletezésének! |

## Kenny halála
Cartman kezdetben úgy akarja eltüntetni Turbékot, hogy megöli. Ezt egy balesetnek akarja beállítani, ezért úgy akarja beállítani Turbékot, hogy ráessen egy lámpa, ám a lámpa véletlenül Kenny-re esik. Kenny-től a színész búcsút vesz musical formájában.

## Utalások
- Cartman a baleset kapcsán említi Geena Davis rövid életű sitcom produkcióját.